# (4492) Debussy
(4492) Debussy es un asteroide perteneciente al cinturón de asteroides, descubierto el 17 de septiembre de 1988 por Eric Walter Elst desde el Observatorio de la Alta Provenza, Saint-Michel-l'Observatoire, Francia.

## Designación y nombre
Designado provisionalmente como 1988 SH. Fue nombrado Debussy en honor al compositor francés Claude Debussy

## Características orbitales
Debussy está situado a una distancia media del Sol de 2,766 ua, pudiendo alejarse hasta 3,264 ua y acercarse hasta 2,269 ua. Su excentricidad es 0,179 y la inclinación orbital 8,024 grados. Emplea 1681 días en completar una órbita alrededor del Sol.

## Características físicas
La magnitud absoluta de Debussy es 12,8. Tiene 17,359 km de diámetro y su albedo se estima en 0,041.